# Luísa da Prússia (1829–1901)
Maria Luísa Ana da Prússia (alemão: Marie Luise Anna von Preußen; Berlim, 1 de março de 1829 – Frankfurt am Main, 10 de maio de 1901) foi uma princesa da Prússia da Casa de Hohenzollern.

## Biografia
Era a segunda filha, a primeira menina, do príncipe Carlos da Prússia e da princesa Maria de Saxe-Weimar-Eisenach. Seu avô paterno era o rei Frederico Guilherme III da Prússia.
Houve negociações fracassadas para um casamento entre ela e o rei Carlos XV da Suécia. Em 27 de junho de 1854 ela se casou com Alexis de Hesse-Philippsthal-Barchfeld no Palácio de Charlottenburg. O casamento permaneceu sem filhos e terminou com um divórcio em 6 de março de 1861.